# Stephan Günzel
Stephan Günzel (* 1971 in Coburg) ist ein deutscher Philosoph und Medientheoretiker mit Forschungsschwerpunkten in den Bereichen Raum-, Bild- und Medientheorie. Er ist Experte für Raumtheorie und veröffentlichte einschlägige Anthologien und Nachschlagewerke zum Thema; zudem verfasste er zahlreiche Schriften im Bereich Game Studies.

## Biografie
Stephan Günzel studierte Philosophie, Soziologie und Psychologie an den Universitäten Bamberg, Manchester und Magdeburg und schloss 1997 mit einem Magister ab. 2000 promovierte er an der Friedrich-Schiller-Universität Jena mit dem Thema Nietzsches Schreiben als philosophische Geographie und habilitierte 2011 an der Universität Potsdam mit der Schrift Das Bild des Computerspiels. Räumlichkeit im Egoshooter. 
Günzel hatte mehrere Gastprofessuren inne, am Institut für Kulturwissenschaft der Humboldt-Universität zu Berlin, am Institut für Philosophie der Universität Klagenfurt, am Historisch-Kulturwissenschaftlichen Forschungszentrum der Universität Trier sowie am Institut für Sprache und Kommunikation der Technischen Universität Berlin. Gegenwärtig ist er Professor für Medientheorie an der Berliner Technischen Kunsthochschule.

## Schriften (Auswahl)

### Als Autor
Aufsätze
- Nachwort. In: Matthias A. K. Zimmermann: KRYONIUM. Die Experimente der Erinnerung, Roman. Kulturverlag Kadmos, Berlin 2019, ISBN 978-3-86599-444-8.
- Der Levelmixer. Im Aggregatraum des Computerspiels. In: Natascha Adamowsky (Hrsg.): Digitale Moderne. Die Modellwelten von Matthias A. K. Zimmermann. Hirmer, München 2018, ISBN 978-3-7774-2388-3. Seiten 110–125.
- Die Ästhetik der Grenze im Computerspiel. In: Henning Engelke et al. (Hrsg.): Film als Raumkunst. Historische Perspektiven und aktuelle Methoden (= Schriften zur Medienforschung; 23). Schüren, Marburg 2012. ISBN 978-3-89472-725-3. Seiten 331–350.
- Maurice Merleau-Ponty. In: Iris Därmann et al. (Hrsg.): Bildtheorien aus Frankreich. Ein Handbuch. Wilhelm Fink, München 2011, ISBN 978-3-7705-5013-5, Seiten 299–311.
- Raum-Körper-Medium. Zur bildtechnischen Varianten der Leibwahrnehmung und -steuerung am Beispiel von Computerspielen. In: Gerhard Kilger et al. (Hrsg.): Szenografie in Ausstellungen und Museen, Band 4: Raum und Körper, Körperraum, Kreativität und Raumschöpfung. Klartext, Essen 2010, ISBN 978-3-8375-0305-0. Seiten 38–45.
- Simulation und Perspektive. Der bildtheoretische Ansatz in der Computerspielforschung. In: Matthias Bopp et al. (Hrsg.): Shooter. Eine multidisziplinäre Einführung (= Medienwelten; 12). LIT, Münster 2009, ISBN 978-3-643-101891. Seiten 331–352.

Monographien
- Raum. Eine kulturwissenschaftliche Einführung. transcript Verlag, Bielefeld 2017, ISBN 978-3-8376-3972-8.
- 8-bit: Art Book. Edel Verlag, Hamburg 2016, ISBN 978-3-9435-7328-2.
- Push Start. The Art of Video Games. Edel Verlag, Hamburg 2014, ISBN 978-3-9435-7309-1.
- Egoshooter. Das Raumbild des Computerspiels. Campus Verlag, Frankfurt am Main 2012, ISBN 978-3-5933-9755-9.
- Raum|Bild. Zur Logik des Medialen. Kulturverlag Kadmos, Berlin 2012, ISBN 978-3-8659-9132-4.
- Maurice Merleau-Ponty – Werk und Wirkung: Eine Einführung. Turia+Kant Verlag, Berlin/Wien 2007, ISBN 978-3-8513-2464-8.
- Anteile. Analytik, Hermeneutik, Politik. Verlag und Datenbank für Geisteswissenschaften, Weimar 2002, ISBN 978-3-89739-297-7.
- Geophilosophie. Nietzsches philosophische Geographie. Akademie Verlag, Berlin 2001, ISBN 978-3-05-003622-9.
- Immanenz. Zum Philosophiebegriff von Gilles Deleuze. Verlag Die blaue Eule, Essen 1998, ISBN 978-3-89206-899-0.

### Als Herausgeber
- Mediale Räume. Kulturverlag Kadmos, Berlin 2018, ISBN 978-3-86599-378-6.
- Raum. Eine kulturwissenschaftliche Einführung. transcript Verlag, Bielefeld 2017, ISBN 978-3-8394-3972-2.
- zusammen mit Dieter Mersch: Bild. Ein interdisziplinäres Handbuch. Metzler Verlag, Stuttgart/Weimar 2013, ISBN 978-3-4760-2302-5.
- Texte zur Theorie des Raums. Reclam-Verlag, Stuttgart 2012, ISBN 978-3-15-018953-5.
- Lexikon der Raumphilosophie. Unter Mitarbeit von Franziska Kümmerling, Wissenschaftliche Buchgesellschaft, Darmstadt 2012, ISBN 978-3-534-21931-5. Rezension von Herbert Kopp-Oberstebrink (2013)
- zusammen mit Michael Liebe, Dieter Mersch: DIGAREC Keynote Lectures 2009/10. University Press, Potsdam 2010, ISBN 978-3-86956-115-8 (mit Beiträgen von Espen Aarseth, Lev Manovich, Frans Mäyrä, Katie Salen und Mark J.P. Wolf).
- zusammen mit Lars Nowak: KartenWissen. Territoriale Räume zwischen Bild und Diagramm. Reichert Verlag, Wiesbaden 2010, ISBN 978-3-8950-0816-0.
- zusammen mit Michael Liebe, Dieter Mersch: Logic and Structure of the Computer Game. University Press, Potsdam 2010 ISBN 978-3-86956-064-9.
- Raum. Ein interdisziplinäres Handbuch. Metzler Verlag, Stuttgart/Weimar 2009, ISBN 978-3-476-02302-5.
- zusammen mit Michael Liebe, Dieter Mersch: DIGAREC Lectures 2008/09. University Press, Potsdam 2009, ISBN
- Raumwissenschaften. Suhrkamp Verlag, Frankfurt am Main 2009, ISBN 978-3-518-29491-8.
- zusammen mit Michaela Ott, Walter Seitter: Baudrillard fassen, Alpheus Verlag, Berlin 2009, ISBN 978-3-9811214-9-0.
- zusammen mit Michael Liebe, Dieter Mersch: The Philosophy of Computer Games 2008. University Press, Potsdam 2008, ISBN 978-3-940793-49-2 (mit Beiträgen von Ian Bogost, Richard Bartle und Jesper Juul).
- Topologie. Zur Raumbeschreibung in den Kultur- und Medienwissenschaften. transcript Verlag, Bielefeld 2007, ISBN 978-3-89942-710-3.
- zusammen mit Knut Ebeling: Archivologie. Theorien des Archivs in Wissenschaft, Medien und Künsten. Kulturverlag Kadmos, Berlin 2006, ISBN 978-3-8659-9028-0
- zusammen mit Jörg Dünne: Raumtheorie. Grundlagentexte aus Philosophie und Kulturwissenschaften. Suhrkamp Verlag, Frankfurt am Main 2006, ISBN 978-3-518-29400-0.
- Friedrich Nietzsche: Von Wille und Macht. Insel Verlag, Frankfurt am Main 2004, ISBN 978-3-458-34684-5 (Geleitwort von Gianni Vattimo)
- zusammen mit Rüdiger Schmidt-Grépály (Hrsg.): Friedrich Nietzsche. Schreibmaschinentexte. Verlag der Bauhaus-Universität, Weimar 2003, ISBN 978-3-86068-396-5 (Nachwort von Friedrich Kittler).